# 劉應召
劉應召（？—1636年），號鳳啣，順天府昌平州人，明朝政治人物。

## 生平
万历二十二年（1594年）甲午科順天乡试舉人，三十二年（1604年）甲辰科进士，刑部觀政，三十三年授高平县知县，三十七年调简，三十八年補太康知县，四十年升南户部主事，管羽林仓，四十一年拾遗调简，四十七年補武学教授，四十八年升國子監学正，天启元年（2621年）升刑部廣東司主事，升员外，四年升郎中，五年升庐州府知府，七年升河南颍川兵备副使，本年降，崇祯四年考察，家居，九年清軍入寇，破昌平，赴井死。
有《輓孫必之（蓟镇总兵孙祖寿）少保》诗一首：「战鼓无声日不明，呼天恋主带痍鸣。千军没作龙蛇影，七尺崩留金石声。养士百年虚报国，徇身一日独轻生。谁将五丈原头泪，洒向驃姚细柳營。」